# Ebalus Bękart
Ebalus Bękart (ur. ok. 870, zm. 935) – książę Akwitanii i hrabia Poitiers, nieślubny syn księcia Ranulfa II i jego nieznanej z imienia konkubiny.

## Przydomek
W kronikach Ebalus nosi przydomek Manzer, którego znaczenie nie jest do końca jasne. Niektórzy historycy uważają, że może być to zniekształcona forma germańskiego słowa magin, znaczącego tyle co "silny" i "mocny". Inni historycy uważają, że może to być zniekształcona forma hebrajskiego wyrazu mamzer, oznaczającego "bękarta". Stąd też domysły, że matką Ebalusa mogła być Żydówka. Podobny przydomek nosił inny książę południowofrancuski, Arnold Manzer, hrabia Angoulême, żyjący w drugiej połowie X w., który również był nieślubnym dzieckiem. Kontrowersje wokół przydomka Ebalusa pozostają nierozstrzygnięte.

## Życiorys
Ebalus został księciem Akwitanii po śmierci swojego ojca w 890 r. Od początku musiał bronić ojcowskiego dziedzictwa przed wrogami popieranymi przez króla Franków Zachodnich Odona. W 893 r. Akwitanię zajął hrabia Owernii Wilhelm III, który został przez Odona mianowany księciem Akwitanii. Ebalus udał się na wygnanie.
W 902 r. Ebalus zajął hrabstwo Poitiers, które po śmierci jego ojca odziedziczył jego przyrodni brat, Ranulf III, a w 892 r. przejął je Aymar. Zajął Poitiers, kiedy hrabiego Aymara nie było w mieście. Wkrótce otrzymał inwestyturę na to hrabstwo od króla Karola III Prostaka, z którym wychowywał się na dworze księcia Ranulfa II, który był opiekunem przyszłego króla.
Tytuł hrabiowski był jedynym tytułem, na który Ebalus otrzymał formalną inwestyturę. Ebalus wyznaczył jednego ze swoich stronników, Savary'ego, wicehrabiego Thouars, na opata Saint-Maixent. Zreorganizował również hrabstwo tworząc nowe wicehrabiostwa w Aulnay i Melle. Zlikwidował natomiast tytuł wicehrabiego Poitou. Nastąpiło to po śmierci jego posiadacza, wicehrabiego Maingauda, w 925 r. W 904 r. Ebalus podbił Limousin. W 911 r. przyprowadził posiłki na wyprawę Karola III przeciwko przywódcy wikingów Rolfowi.
W 927 r., w odstępie kilku miesięcy, zmarli dwaj następcy Wilhelma Pobożnego – Wilhelm II Młodszy i Akfryd. Ten ostatni wyznaczył Ebalusa swoim następcą. Tak więc w 927 r. Ebalus ponownie został księciem Akwitanii a ponadto hrabią Berry, Owernii i Velay.
W 929 r. król Rudolf I Burgundzki spróbował ograniczyć potęgę Ebalusa, odbierając mu Berry, a w 932 r. przekazując prawa do księstwa Akwitanii i hrabstwa Owernii hrabiemu Tuluzy Rajmundowi Ponsowi. Ponadto terytorium La Marche, które znajdowało się we władaniu lennika Ebalusa, pana de Charroux, zostało podniesione do rangi niezależnego hrabstwa. Rajmudowi nie udało się jednak uzyskać Akwitanii i Owernii, a Ebalus i jego syn wciąż używali tych tytułów, których uznania odmawiała jednak kancelaria królewska.

## Potomstwo
Wiadomo, że do października 891 r. Ebalus nie był żonaty. Później poślubił Aremburgę. W lutym 911 r. kolejną żoną Ebalusa została Emilienna. Książę miał z nią dwóch synów:
- Wilhelm III Jasnowłosy (915 – 3 kwietnia 963), książę Akwitanii
- Ebalus, biskup Limoges

Ebalus zmarł w 935 r. Jego następcą został jego najstarszy syn, Wilhelm III.